# Christophe Breuil
Christophe Breuil, né en 1968, est un mathématicien français, spécialisé dans la géométrie algébrique et la théorie des nombres.

## Biographie
Élève de l'École polytechnique de 1990 à 1992, Christophe Breuil obtient ensuite en 1993 son DEA à l'université Paris-Sud 11. Il commence alors une thèse au Centre de mathématiques Laurent Schwartz de l’École polytechnique sous la direction de Jean-Marc Fontaine, et obtient son doctorat en 1996.
En 1997, il a dispensé le Cours Peccot au Collège de France.
En 1999, il publie avec Fred Diamond, Richard Taylor et Brian Conrad la démonstration de la conjecture de Shimura-Taniyama-Weil, complétant ainsi les travaux que Andrew Wiles et Richard Taylor avaient faits pour en déduire le dernier théorème de Fermat.
En janvier 2001, il reçoit son habilitation à diriger les recherches (Université Paris-Sud).
En octobre 2003, il est nommé directeur de recherche 2e classe au CNRS (Institut des hautes études scientifiques).
En 2007/2008, il a été professeur invité à l'Université Columbia.
En 2010, il a été conférencier invité au Congrès international des mathématiciens à Hyderabad.
Depuis 2010, il travaille à l'Université Paris-Sud en tant que directeur de recherche 1re classe au Département de mathématiques en tant que directeur de recherche du CNRS.

## Œuvres
- 1996 - Thèse : Cohomologie log-cristalline et représentations galoisiennes p-adiques
- 2001 - Habilitation : Aspects entiers de la théorie de Hodge p-adique et applications

## Récompenses
- 1993 - Prix Gaston Julia de l'École Polytechnique
- 2002 - Grand Prix Jacques Herbrand de l'Académie des sciences
- 2017 - Médaille d'argent du Centre national de la recherche scientifique[1]